# Bouzic
Bouzic (okzitanisch Bosic) ist ein Ort und eine südwestfranzösische Gemeinde (commune) mit 154 Einwohnern (Stand 1. Januar 2022) in der alten Kulturlandschaft des Périgord im Département Dordogne in der Region Nouvelle-Aquitaine.

## Lage
Bouzic liegt am Fluss Céou in einer Höhe von ca. 115 m ü. d. M. etwa 23 Kilometer (Fahrtstrecke) südlich von Sarlat-la-Canéda.

## Bevölkerungsentwicklung
| Jahr      | 1968 | 1975 | 1982 | 1990 | 1999 | 2006 | 2012 |
| Einwohner | 148  | 141  | 128  | 132  | 133  | 134  | 146  |

Im 19. Jahrhundert hatte der Ort meist zwischen 500 und 750 Einwohner. Die Reblauskrise im Weinbau und der Verlust von Arbeitsplätzen durch die Mechanisierung der Landwirtschaft haben seitdem zu einem deutlichen Bevölkerungsrückgang geführt.

## Wirtschaft
Bis in die heutige Zeit spielt die Landwirtschaft die größte Rolle im Wirtschaftsleben der Gemeinde: Der ehemals auch hier betriebene Weinbau ist jedoch nach der Reblauskrise gänzlich aufgegeben worden; Tabak und Mais sind ebenfalls auf dem Rückzug – stattdessen dominieren Felder und Weiden, aber auch Walnuss-, Eßkastanien- und Obstbäume die Region. Auch Gänseleberpastete und Trüffel zählen zu den regionalen Spezialitäten. Einige leerstehende Häuser werden als Ferienwohnungen (gîtes) vermietet.

## Sehenswürdigkeiten

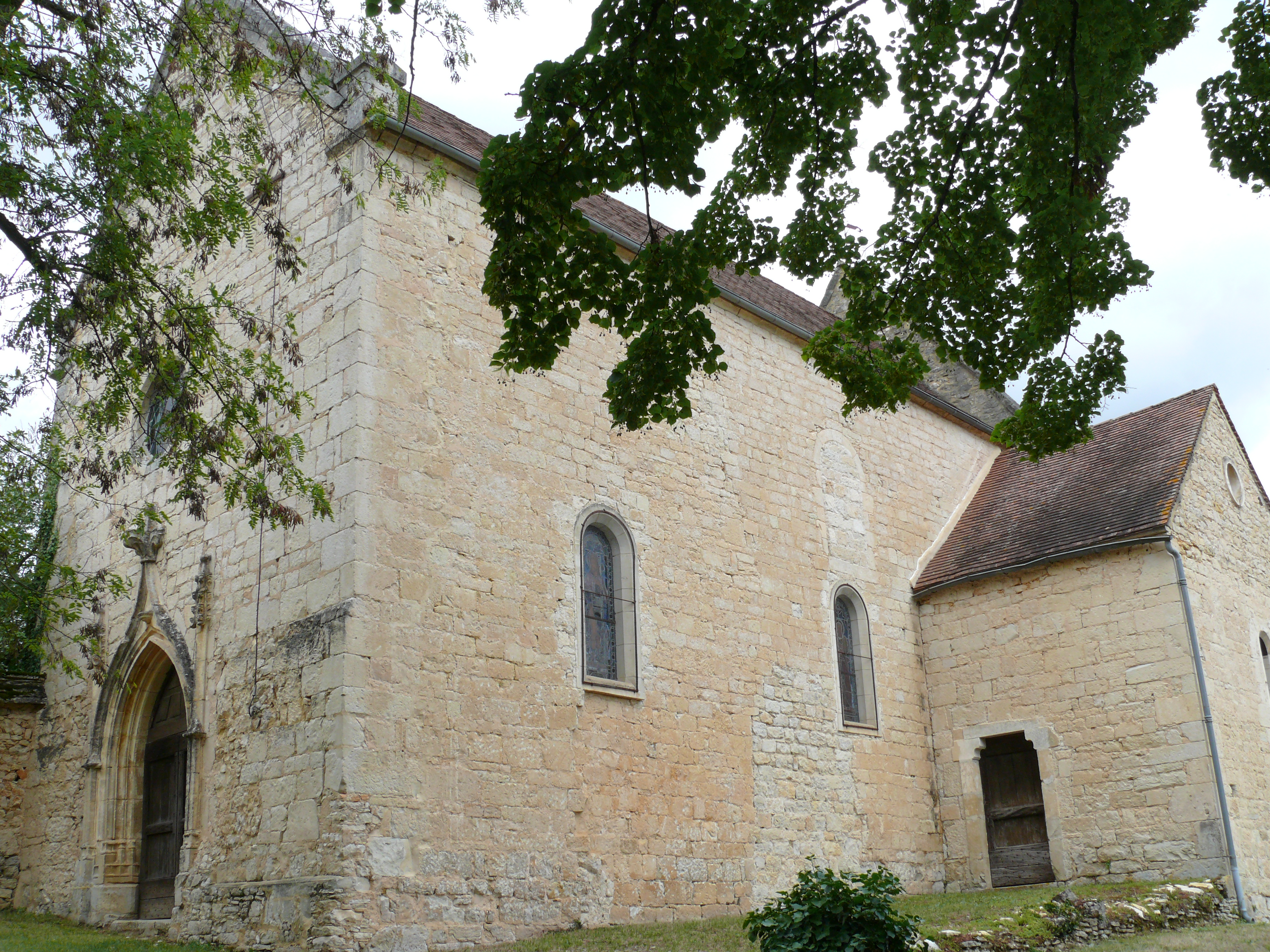
Kirche Saint-Barthélemy

- Die turm- und schmucklose Kirche Saint-Barthélemy ist ein einschiffiger romanischer Bau des 12. Jahrhunderts, der jedoch nach Ende des Hundertjährigen Krieges (1337–1453) ein neues Portal erhielt. Das Innere der Apsis zeigt fünf Blendarkaden; auf der rechten Seite des Chorbogens befindet sich ein romanisches Kapitell mit zwei Engeln und dem Agnus Dei in ihrer Mitte. Das Kirchengebäude wurde im Jahr 1948 als Monument historique[1] anerkannt.
- In der Nähe des Ortes befinden sich Felsgrotten und ein Aussichtspunkt.